# Mantis (comics)
Pour les articles homonymes, voir Mantis.
Mantis est une super-héroïne évoluant dans l’univers Marvel de la maison d'édition Marvel Comics. Créé par le scénariste Steve Englehart et le dessinateur Don Heck, le personnage de fiction apparaît pour la première fois dans le comic book Avengers (vol. 1) #112 en juin 1973.
Mantis est un personnage particulier dans le sens où son créateur Steve Englehart l’a utilisée successivement chez Marvel Comics, DC Comics, Eclipse Comics et enfin Image Comics, avec des différences minimes de nom ou d’apparence. Le personnage a depuis réintégré la maison d’édition qui l’a vu naître.
Apparaissant dans l'univers cinématographique Marvel à partir du film Les Gardiens de la Galaxie Vol. 2, le personnage est interprété par l'actrice Pom Klementieff.

## Biographie du personnage

### Origines
Mantis, née au Viêt Nam, est la fille d’une paysanne vietnamienne Lua et de l’allemand Gustav Brandt (la Balance du Cartel du Zodiaque) qui fut mercenaire pour l'armée française durant la Guerre d'Indochine en 1953. Le frère de Lua, Mr Krull, roi de la pègre de Saigon désapprouvant leur union les pourchassa jusqu'à tuer Lua et rendre aveugle Gustav. Celui-ci se réfugia avec sa fille au temple de Pama où il fut soigné et entrainé au combat pendant des années.
Séparée de son père, Mantis est élevée au temple de Pama, une secte de prêtres Kree qui pensait qu’elle deviendrait la Madonne Céleste et engendrerait avec le plus vieux Cotati, le Messie Céleste, l’être le plus important de l’univers. Elle y apprend les arts martiaux et à communiquer par télépathie avec les plantes (de même que Dragon-lune sur Titan).
Sa formation terminée, elle subit un lavage de cerveau et finit par être renvoyée à ses 18 ans vers la civilisation, où elle échoue comme prostituée auprès de son oncle Krull (bien qu'ils ne se reconnaissent pas) puis serveuse dans un bar. Elle y rencontre le Swordsman alors en pleine déchéance. Partis aux États-Unis les deux deviennent par la suite membres des Vengeurs.

### Membre des Vengeurs
Les Vengeurs découvrent que la Balance du Zodiaque est le père de Mantis et que celui-ci l’avait élevée. La jeune femme aide l’équipe à battre Star-Stalker puis Thanos, et ensuite Klaw et Solarr. Elle combat également Nuklo (en) ainsi qu’Ultron-7 au cours du mariage de Vif-Argent et de Crystal.
Toujours au sein des Vengeurs, elle est attirée pendant un temps par la Vision, délaissant au passage Swordsman. Cependant l’androïde ne répond pas à ses sentiments. Alors qu'il est révélé qu'elle doit devenir la Madone Céleste, elle voit ensuite son amant Swordsman se faire tuer à sa place par Kang le Conquérant et affronte les Trois Titaniques (L'Homme de titanium, la Dynamo pourpre et l'Homme-radioactif).
Elle apprend ses origines véritables lors de la guerre Kree-Skrull, sa relation avec les Cotatis et les prêtres de Pama. En tant que Madonne Céleste, elle épouse un Cotati qui avait investi le corps de Swordsman, quittant la Terre sous forme d’énergie pure pour aller vivre avec lui. Leurs corps restèrent sur Terre et ils furent enterrés dans le jardin des Cotatis par les prêtres de Pama.

### La Madonne céleste
Une fois que leurs esprits eurent conçu un enfant, ils retournèrent sur Terre où Mantis tomba enceinte. Elle dut créer un corps végétal, pour que l'embryon puisse survivre dans un vagin spécial. À la naissance de l'enfant, Séquoïa, elle prend l’identité de « Mandy Celestine », habitant aux États-Unis dans le Connecticut. Peu de temps après, le Cotati décida de lui prendre l'enfant pour développer son côté végétal. En pleine crise existentielle, Mantis quitta son corps et son esprit partit dans le cosmos pour de nouvelles aventures en étant transformée physiquement (sa peau est devenue verte).
Lors d’une aventure contre les Doyens de l'Univers voulant à tuer Galactus avec les Gemmes de l'Infini, le Surfer d'Argent tombe peu à peu amoureux d’elle. Elle est laissée pour morte dans une explosion mais survit à l’insu de tous.
Son essence s'était dissipée dans l'espace. Un fragment se retrouva sur Terre, et reforma le corps de Mantis qui souffrant toutefois d’amnésie et d’un dédoublement de la personnalité post-traumatique, ne se rappelait rien depuis ses aventures avec les Vengeurs. Après avoir affronté la Voix qui avait pris son contrôle, elle demanda l'aide des Vengeurs de la Côte Ouest et retrouva certains de ses anciens équipiers (Vision, la Sorcière Rouge, et Œil-de-Faucon). Elle rejoignit finalement l'équipe avant de participer à la Guerre de l’Évolution. Enquêtant sur le mystère des souvenirs perdus de Mantis, ils affrontèrent l'ancien Swordsman Cotati au Temple de Pama. Au cours du combat, ils découvrirent que la femme qu'ils côtoyaient était un simulacre de la véritable Mantis, finalement ressuscitée après la mort de son double).
En plein crossover Inferno, elle demande de l'aide aux Quatre Fantastiques pour retrouver son fils et les aide à battre Kang. Une fois le combat terminé, Mantis fit ses adieux définitifs au Surfeur d'Argent, tandis que son esprit quittait à nouveau son corps.

### Identité usurpée
On ne revit Mantis que bien plus tard, dans l’arc narratif controversé des Vengeurs The Crossing. Au cours de cette aventure, elle revient mariée à Kang en tant qu’ennemie des Vengeurs. Elle affronte son père, devenu Moonraker chez Force Works, et le Cotati qui l’avait inséminée. Cette histoire souleva un tel tollé chez les lecteurs que le scénariste Kurt Busiek opéra un retcon (modification rétroactive de la continuité du personnage), faisant de Mantis un Space Phantom.
Elle retourne une nouvelle fois sur Terre pour rassembler sa psyché éparse (« mère, prostituée, monstre, mystique et Vengeur »). Apaisée, elle repart dans l’espace pour sauver son fils surnommé « Quoi » du monstrueux Thanos.
Elle apparaît à nouveau dans l'arc narratif Avengers Disassembled en 2004, mais il semble qu’il s'agit d’une illusion créée par la Sorcière rouge.

### Annihilation Conquest
En 2007, Mantis fait une apparition dans le crossover Annihilation: Conquest (en). Prisonnière des Kree, elle devient volontaire pour intégrer l’équipe commando de Peter Quill, les Gardiens de la Galaxie.
Après la défaite d’Ultron et de la Phalanx, elle s’installe sur la station Knowhere, devenant conseillère et médiatrice des Gardiens de la Galaxie, dont les origines cosmopolites faisaient que ses membres aux esprits très différents ne s’entendaient pas toujours.

### Secret Invasion
Lors de l’invasion Skrull, les Gardiens de la Galaxie découvrent que Mantis a utilisé ses pouvoirs mentaux pour adoucir les Skrull et les faire coopérer, à la demande de Peter Quill.

## Pouvoirs et capacités
Mantis a été initiée dès son plus jeune âge aux arts martiaux Kree. Cela lui donne accès à des capacités martiales avancées qui ont été développés et améliorés au cours de millénaires par les prêtres de Pama.
Ses techniques sont principalement axées sur les points faibles et les terminaisons nerveuses de l’adversaire ; ainsi, en connaissant les zones sensibles du corps à frapper, Mantis peut, bien qu'elle ne dispose d’aucune force surhumaine, étourdir des êtres aussi puissants que le dieu Thor lui-même.
- Experte en méditation, Mantis contrôle les fonctions de son corps comme son rythme cardiaque ou sa respiration. Elle récupère très vite en cas de blessure, si elle passe son temps de repos en méditation totale.
- Elle possède un degré d’empathie psychique, un pouvoir télépathique assez faible qu’elle utilise pour ressentir les émotions. En se concentrant, elle peut légèrement calmer les personnes qu’elle côtoie.
- À la suite de sa communion avec le premier Cotati, elle a développé un lien végétal, lui permettant de communiquer avec la flore et la contrôler légèrement, à proximité.
- Elle possède aussi un pouvoir de transfert astral mais ne l’utilise plus. Elle s’en servait pour voyager à travers les planètes.
- Elle a récemment développé d’autres pouvoirs mentaux, comme la précognition (non-contrôlée), la pyrokinésie de la matière organique et l’invisibilité aux senseurs de la Phalanx.

Elle combat très souvent pieds nus, étant habituée aux arts martiaux.

## Homonymie et versions alternatives
Le personnage de Mantis ne doit pas être confondu avec son homonyme de la Terre-9997 (Terre-X), membre de Xen.
Par ailleurs, son créateur Steve Englehart, après avoir quitté Marvel Comics, fit apparaître le personnage de Mantis dans plusieurs autres compagnies avant de revenir chez Marvel. D’abord dans Justice League of America #142 chez DC Comics où le personnage est renommé Willow, et est encore enceinte. Le personnage réapparaît sous le nom de Lorelei dans Scorpio Rose #2 d’Eclipse Comics, cette fois après son accouchement ; ce qui devait être Scorpio Rose #3 est finalement publié dans Coyote Collection #1 d’Image Comics.
Ces histoires alternatives ne figurent pas dans la continuité historique de l'univers Marvel.

## Apparitions dans d'autres médias
Sauf indication contraire, les informations mentionnées dans cette section peuvent être confirmées par la base de données cinématographiques IMDb,  présente dans la section « Liens externes ».

### Cinéma

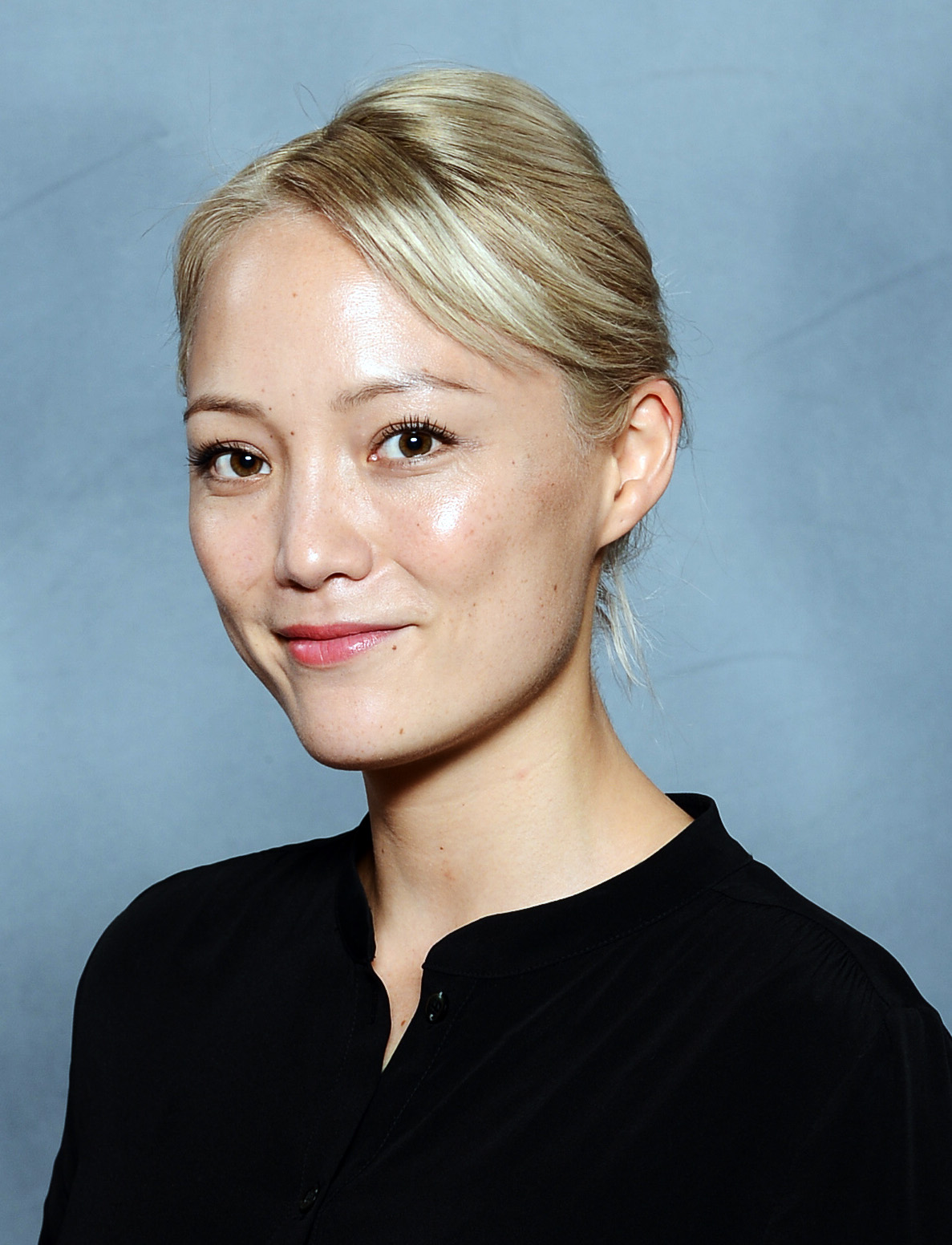
L'actrice Pom Klementieff incarne Mantis dans le film Les Gardiens de la Galaxie Vol. 2 (2017).

Mantis est interprétée par Pom Klementieff dans plusieurs œuvres de l'univers cinématographique Marvel.
- 2017 : Les Gardiens de la Galaxie Vol. 2 de James Gunn :

Mantis est présentée comme une entité recueillie et élevée par Ego, et dotée de pouvoirs d’empathie. D'abord la servante d'Ego, elle se détourne progressivement de son influence en ayant connaissance de ses desseins. Elle rejoint par la suite les Gardiens de la Galaxie après les avoir aidés à éliminer Ego.
- 2018 : Avengers: Infinity War des frères Anthony et Joe Russo :

Désormais une gardienne de la galaxie à part entière, Mantis accompagne l'équipe tout le long du film dans la mission d'arrêter Thanos. Lors d'une scène décisive, elle parvient à utiliser ses pouvoirs pour placer Thanos dans un état de transe, mais ses efforts sont réduits à néant par la rage de Peter Quill, ayant appris la mort de Gamora. Comme la moitié des Avengers, Mantis est annihilée dans les dernières minutes du film par les pouvoirs de Thanos et son Gant de l'infini.
- 2019 : Avengers : Endgame des frères Anthony et Joe Russo :

Mantis revient à la fin du film, ressuscitée après que les Avengers sont retournés dans le passé pour collecter toutes les Gemmes de l'infini pour annuler l'action de Thanos. Elle participe à la bataille finale entre le Titan maléfique, son armée et tous les alliés des Avengers dont ses camarades des Gardiens de la Galaxie. Ils sortent vainqueurs.
- 2022 : Thor: Love and Thunder de Taika Waititi

Avec les Gardiens de la Galaxie, Mantis aide Thor lors d'un bataille.
- 2022 : Les Gardiens de la Galaxie : Joyeuses Fêtes (téléfilm special, 2022)

À l'approche de Noël, Mantis tente de remonter le moral de Peter Quill. Avec Drax, elle décide de lui offrir un cadeau et kidnappe Kevin Bacon, le « héros » d'enfance du film préféré de Peter, Footlose. Elle révèle par ailleurs à Peter qu'elle est la fille d'Ego et donc sa demi-sœur.
- 2023 : Les Gardiens de la Galaxie Vol. 3 de James Gunn

### Télévision
- 2015 : Les Gardiens de la Galaxie (série d'animation)

### Jeux vidéo
- 2017 : Guardians of the Galaxy: The Telltale Series
- 2021 : Les Gardiens de la Galaxie